# Combat de Wagon Box
Pour les articles homonymes, voir Wagon (homonymie).
Guerre de Red Cloud
Batailles
- Crazy Woman's Fork
- Bataille de Fetterman
- Combat de Hayfield
- Combat de Wagon Box

Le combat de Wagon Box est un affrontement de la guerre de Red Cloud qui eut lieu le 2 août 1867 près de Fort Phil Kearny dans le Territoire du Wyoming. Un groupe composé d'une vingtaine de soldats de l'armée américaine et de bûcherons occupés à couper du bois à quelques kilomètres du fort a été attaqué par plusieurs centaines de guerriers sioux. Malgré leur infériorité numérique, les Américains sont parvenus à repousser plusieurs assauts amérindiens jusqu'à l'arrivée de troupes de Fort Phil Kearny.